# Nätverket Stoppa FRA-lagen
Nätverket Stoppa FRA-lagen är ett politiskt nätverk grundat 2008 för att driva kampanjer mot FRA-lagen. 
Nätverket stöds av vänsterpartiet, miljöpartiet, Piratpartiet, Feministiskt initiativ och Liberala partiet. Även samtliga riksdagspartiers ungdomsförbund, Ung pirat, Fria moderata studentförbundet och Frihetsfronten.
Även mindre stödgrupper, bland andra Stekare mot FRA, har uppmärksammats i svenska massmedier.